# おぼこ (漫画)
『おぼこ』は、荻野真による日本の漫画。『ビジネスジャンプ』（集英社）において、2003年17号から2004年1号、2004年10号から12号にかけて連載された。全12話。単行本全1巻。タイトルの「おぼこ」とは、出世魚であるボラの幼魚の呼び名で、世間慣れしていない若者、または処女を指す言葉でもあり、作中では女子高生である主人公がしばしば「おぼこ」と呼ばれている。また、後に荻野が船釣り情報誌『つり丸』に連載した漫画『サルビアの海』の原型となった作品でもある。

## 概要
それまで荻野の描いてきた『孔雀王』などと異なり、術や必殺技といった非現実的な設定や、セックスやバイオレンスの要素を廃し、人情や恋愛をテーマとした作品である。テレビドラマ『おくさまは18歳』をコンセプトとしたラブコメディの要素も絡められている。釣りも作中の大きな要素の一つであり、釣りを通じた荻野の友人でもある当時の『ビジネスジャンプ』副編集長が連載開始に協力している。連載誌が前作『拳銃神』までの週刊誌『週刊ヤングジャンプ』から隔週誌『ビジネスジャンプ』（以下、BJと略）に変わったのは、荻野が体調不良からたびたび休載していたことから、今後は決して休載しないことを目標にしたためでもあり、病気療養も兼ねられている。
荻野にとっては初のジャンルであり、充分な取材と下準備により感動作を目指して連載が開始されたものの、『BJ』での人気投票の数字は非常に悪く、心労も手伝って連載8話時点で荻野が入院。さらに『BJ』編集部の人事異動にともなって編集方針が急変し、バイオレンスやセックスを扱った作品が中心となり、そういった要素の無い作品が許されない状況となった。荻野も本作に性的な場面を増やすことを編集部に強要されたものの、本作にそういった要素を取り入れることはやはり無理があり、単行本化のために4話を書き足した後に本作を休載とし、新方針に沿った新作『怨霊侍』の連載を開始。結局本作はそのまま、未完として連載を終えることとなった。
こうした経緯で、荻野が本作に対してやりきれなかった気持ちを残したことや、本作開始時の取材に協力したフリーライターが本作を『つり丸』の編集長に紹介したことから、本作のリニューアル版として『サルビアの海』が連載されることとなった。物語の方向性や主人公のタイプは大きく変わったものの、荻野が本作で描きたかった展開が『サルビアの海』へと受け継がれている。

## あらすじ
主人公・一色 海（いっしき うみ）は女子高生。家は相模湾で釣りの貸し船を仕立てる船宿「一色屋」だが、1ヶ月前に漁師である父が急死し、存続が危ぶまれていた。海は数々の難題を抱えながらも父の跡を継ぎ、船舶免許のないまま船頭として遊漁船に乗り込む。海の学級の副担任である若き新任教師・石蕗 陸（つわぶき りく）は、船も釣りも素人の身でありながら海の危機を救いたい一心で、海とともに遊漁船に乗り込み、世間の荒波へと立ち向かう。

## 書誌情報
- 荻野真『おぼこ』集英社〈ヤングジャンプ・コミックスBJ〉、2004年。

1. 2004年7月21日発行（2004年7月16日発売[7]）、ISBN 978-4-08-876650-8